# (24723) 1991 TW8
(24723) 1991 TW8 est un astéroïde de la ceinture principale d'astéroïdes découvert en 1991.

## Description
(24723) 1991 TW8 a été découvert le 1er octobre 1991 à l'observatoire de Kitt Peak, situé dans l'Arizona (États-Unis), par le projet Spacewatch de l’université de l'Arizona.

### Caractéristiques orbitales
L'orbite de cet astéroïde est caractérisée par un demi-grand axe de 2,38 UA, un périhélie de 1,92 UA, une excentricité de 0,19 et une inclinaison de 5,29° par rapport à l'écliptique. Du fait de ces caractéristiques, à savoir un demi-grand axe compris entre 2 et 3,2 UA et un périhélie supérieur à 1,666 UA, il est classé, selon la JPL Small-Body Database, comme objet de la ceinture principale d'astéroïdes.

### Caractéristiques physiques
(24723) 1991 TW8 a une magnitude absolue (H) de 15,3 et un albédo estimé à 0,263.